# Les Ecasseys
Les Ecasseys (Lè j’Ekathê en patois fribourgeois) est une localité et une ancienne commune suisse du canton de Fribourg, située dans le district de la Glâne.

## Histoire
Le village, qui dépendait au Moyen Âge de la seigneurie de Rue, fut incorporé au bailliage de Rue de 1536 à 1798, puis au district de ce nom de 1798 à 1848. Le grand domaine dit Fort Lambert ou Lamberg, occupant les deux tiers du territoire communal (propriété des Lamberger au début du XVIIe siècle) fut légué vers 1780 par les Vonderweid à l'église Notre-Dame à Fribourg pour payer sa réparation. Les Ecasseys relève de la paroisse de Vuisternens-devant-Romont, le village en fut séparé partiellement en 1665 et annexé à celle du Crêt en 1845-1847. La tourbe, exploitée au XIXe et au début du XXe siècle, avait comme client principal la verrerie de Semsales. La ferme du Lacran est l'une des deux dernières du canton à jouir du droit de fabriquer du fromage de Gruyère hors société de laiterie ou chalet d'alpage, cessa cette activité en 1989.
Depuis 2003, Les Ecasseys fait partie de la commune de Vuisternens-devant-Romont.

## Toponymie
1427 : es Escace

## Démographie
Les Ecasseys comptait 75 habitants en 1811, 86 en 1850, 92 en 1880, 77 en 1900, 77 en 1950, 40 en 1990, 50 en 2000. 